# Alcibiade di Fegunte
Alcibiade, figlio di Assioco del demo di Fegunte (in greco antico: Ἀλκιβιάδης?, Alkibiádēs; metà del V secolo a.C. – estate 409 a.C.), fu un ateniese, cugino del famoso Alcibiade.

## Biografia
Alcibiade e Amianto furono accusati da Dioclide di averlo convinto a mentire di fronte ai giudici riguardo allo scandalo delle Erme e per questo fuggirono da Atene. Alcibiade, nell'estate del 409 a.C., fu preso da Trasillo a bordo di una delle quattro navi siracusane che aveva catturato al largo del porto di Metimna: Trasillo mandò ad Atene tutti i prigionieri tranne Alcibiade, che fece lapidare.